# متیونال
متیونال یک ترکیب آلی با فرمول CH۳SCH۲CH۲CHO است. این ماده به صورت مایع بی‌رنگ است که محصول تجزیه متیونین محسوب می‌شود. این ماده عامل اصلی طعم میان‌وعده‌های مبتنی بر سیب زمینی، یعنی چیپس سیب زمینی محسوب می‌شود، که یکی از محبوب‌ترین غذاهای حاوی متیونال است. مقادیر کمی از این ترکیب را می‌توان در چای سیاه و محصولات مبتنی بر چای سبز نیز یافت. متیونال شامل هر دو گروه عاملی آلدهید و تیواتر است. به راحتی در حلال‌های الکلی از جمله پروپیلن گلیکول و دی‌پروپیلن گلیکول حل می‌شود.